# イアン・アゴル
イアン・アゴル（Ian Agol, 1970年5月13日 - ）は、アメリカ合衆国の数学者で、3次元多様体のトポロジーの分野で主に活動している。

## 教育と経歴
アゴルは1998年カリフォルニア大学サンディエゴ校からマイケル・フリードマンの指導の下、博士号を取得した(タイトルは『双曲的3次元多様体のトポロジー』(Topology of Hyperbolic 3-Manifolds))。アゴルはカリフォルニア大学バークレー校の教授である。かつてはイリノイ大学シカゴ校の教授だった。

## 貢献
2004年、アゴルはアルバート・マーデンにより提出された、マーデンの順性(tameness)予想を証明した。この予想は、有限生成された基本群を持つ双曲的3次元多様体は、コンパクトな3次元多様体の内部に位相同型であることを述べている。予想はまた、ダニー・カレガーリとデイヴィッド・ガバイにより独立に証明された。予想から、アールフォルスの測度予想が従う。
2012年、仮想ハーケン予想の証明を公表し、一年後出版された。この予想(現在は定理)は、全ての非球面の3次元多様体はハーケン多様体により有限被覆されるだろうと述べている。

## 賞と栄誉
アゴルとカレガーリ、ガバイはマーデンの順性予想の証明に対して、2009年クレイ研究賞を受賞した。
2005年、アゴルはグッゲンハイム・フェローだった。2012年には、アメリカ数学会のフェローになった。
2013年、アゴルはダニエル・ワイズと共に、ヴェブレン賞を受賞した。
2015年、アゴルは「順性予想と仮想ハーケン予想、そして仮想ファイバー化予想の解決を含む、低次元トポロジーと幾何学的群論への目を見張る貢献」に対し、数学ブレイクスルー賞を受賞した。
2016年、米国科学アカデミーにの会員に選出された。

## 私事
アゴルの双子の兄弟、エリック・アゴルは、シアトルのワシントン大学の天文学の教授である。